# 原田敬一 (陸軍軍人)
原田 敬一（はらだ けいいち、1880年（明治13年）12月18日 - 1946年（昭和21年）4月8日）は、日本の陸軍軍人。最終階級は陸軍中将。旧姓・松永。

## 経歴
佐賀県出身。松永甚六の二男として生まれ、1897年（明治30年）原田卯吉の死跡を相続した。1900年（明治33年）11月、陸軍士官学校（12期）を卒業。1901年（明治34年）6月、歩兵少尉に任官。日露戦争に出征した。1909年（明治42年）12月、陸軍大学校（21期）を卒業した。
1913年（大正2年）11月、歩兵少佐に進級。1918年（大正7年）7月、歩兵中佐に昇進した。1922年（大正11年）2月、歩兵大佐に進み歩兵第57連隊長に就任。1923年（大正12年）2月、第1師団参謀長、1924年（大正13年）12月、教育総監部第2課長、1925年（大正14年）5月、同第1課長を歴任し、1926年（大正15年）3月、陸軍少将に進級し歩兵第21旅団長に就任した。
1927年（昭和2年）7月、第2師団司令部付となり、1928年（昭和3年）8月、陸軍歩兵学校付、1929年（昭和4年）8月、同校教育部長を経て、1930年（昭和5年）8月、同校長に就任。1931年（昭和6年）8月、陸軍中将に進み、1932年（昭和7年）4月、第8師団留守司令官となる。1933年（昭和8年）3月、第11師団長に親補され、1934年（昭和9年）8月に待命となり、同年9月、予備役に編入された。

## 栄典
位階
- 1901年（明治34年）10月10日 - 正八位[8]
- 1910年（明治43年）9月30日 - 従六位[9]

勲章
- 1930年（昭和5年）10月15日 - 勲二等瑞宝章[10]
- 1940年（昭和15年）8月15日 - 紀元二千六百年祝典記念章[11]

外国勲章佩用允許
- 1934年（昭和9年）3月1日 - 満州帝国：建国功労章[12]

## 親族
- 妻 原田タツヱ（岡本兵四郎陸軍中将の長女）[3]